# 大久保じゃあナイト
『大久保じゃあナイト』（おおくぼじゃあナイト）は、2013年4月21日未明（20日深夜）から2014年3月23日未明（22日深夜）までTBS系列（一部地域を除く）で放送されていた女性向け情報番組である。司会の大久保佳代子はこれが初めての単独冠番組になっている。

## 番組概要
オアシズの大久保佳代子が自身初の生放送かつ単独MCを務める情報バラエティ番組。TBSテレビにおける日曜未明1時台の生放送バラエティ番組は1992年9月まで放送されていた『星期六我家的電視・三宅裕司の天下御免ね!』以来20年半ぶりとなっている。
「『女性目線』による旬な情報の提供」を一応の目的としているが、実際はバラエティ番組に近い構成でもある。
2014年3月23日未明を以て終了。代わって大久保出演枠は同年4月26日未明（25日深夜）から2015年3月28日未明（27日深夜）『おーくぼんぼん』が放送されており、番組内容も継承されていた。

## 内容
リポーター（2人1組の場合あり）が取材したVTR2本を見ながらトークを繰り広げるのが基本。週によっては「イケメン特集」など特別企画が用意される。
リポーターはVTRの有無にかかわらず、ほぼ全員スタジオに陣取り（時折欠席あり）トークに参加する。バービーは珍妙な衣装でいじられるのが通例となっている。
2013年9月まで
インターネットを活用し、視聴者が1回につき3本の中から見たい情報VTRを番組公式サイトで投票する。投票結果に伴い、最も投票数の少なかったものは番組内では放送されず、上位2本のみを放送、最下位のVTRは、YouTubeの番組公式チャンネルで後日公開される。
本番組総合演出の高岡猛が番組のオープニングでなにかしら（スギちゃん・看護師・忍者etc...）に扮し副調整室からタイトルコールするのが恒例になっていた。
2013年10月から
番組が一部リニューアル、リポーター2期生（5名）加入と隔週でニコニコ生放送の公式ウラ実況開始。

## 出演者

### MC
- 大久保佳代子（オアシズ）

### アシスタント（隔週担当）
- 小林悠（当時TBSアナウンサー）
- 吉田明世（TBSアナウンサー）

### リポーター
1期生
2013年4月21日 - 2014年3月23日
バービー以外は初回の視聴者ネット投票によって決定された。
- バービー（フォーリンラブ）
- 川内天子
- 安藤あいか
- ガウ
- 林みなほ（TBSアナウンサー）

2期生
2013年10月6日 - 2014年3月23日
- 最上もが（でんぱ組.inc）
- TOMOMI
- 有末麻祐子
- あゆか
- 永田レイナ

### ウラ実況
MC
2013年10月6日 - 2014年3月23日
- 鈴木拓（ドランクドラゴン）

## ネット局と放送時間
同時ネット局であっても、あくまで全編ローカルセールス枠の番組のため、局の都合で臨時非ネットとする局がある。
| 放送対象地域   | 放送局名             | 系列    | 放送時間                       | 備考       |
| -------------- | -------------------- | ------- | ------------------------------ | ---------- |
| 関東広域圏     | TBSテレビ (TBS)      | TBS系列 | 毎週日曜 0:58-1:28（土曜深夜） | 制作局     |
| 北海道         | 北海道放送 (HBC)     | TBS系列 | 毎週日曜 0:58-1:28（土曜深夜） | 同時ネット |
| 岩手県         | IBC岩手放送 (IBC)    | TBS系列 | 毎週日曜 0:58-1:28（土曜深夜） | 同時ネット |
| 宮城県         | 東北放送 (TBC)       | TBS系列 | 毎週日曜 0:58-1:28（土曜深夜） | 同時ネット |
| 山形県         | テレビユー山形 (TUY) | TBS系列 | 毎週日曜 0:58-1:28（土曜深夜） | 同時ネット |
| 福島県         | テレビユー福島 (TUF) | TBS系列 | 毎週日曜 0:58-1:28（土曜深夜） | 同時ネット |
| 新潟県         | 新潟放送 (BSN)       | TBS系列 | 毎週日曜 0:58-1:28（土曜深夜） | 同時ネット |
| 長野県         | 信越放送 (SBC)       | TBS系列 | 毎週日曜 0:58-1:28（土曜深夜） | 同時ネット |
| 静岡県         | 静岡放送 (SBS)       | TBS系列 | 毎週日曜 0:58-1:28（土曜深夜） | 同時ネット |
| 石川県         | 北陸放送 (MRO)       | TBS系列 | 毎週日曜 0:58-1:28（土曜深夜） | 同時ネット |
| 鳥取県・島根県 | 山陰放送 (BSS)       | TBS系列 | 毎週日曜 0:58-1:28（土曜深夜） | 同時ネット |
| 広島県         | 中国放送 (RCC)       | TBS系列 | 毎週日曜 0:58-1:28（土曜深夜） | 同時ネット |
| 山口県         | テレビ山口 (tys)     | TBS系列 | 毎週日曜 0:58-1:28（土曜深夜） | 同時ネット |
| 愛媛県         | あいテレビ (ITV)     | TBS系列 | 毎週日曜 0:58-1:28（土曜深夜） | 同時ネット |
| 高知県         | テレビ高知 (KUTV)    | TBS系列 | 毎週日曜 0:58-1:28（土曜深夜） | 同時ネット |
| 大分県         | 大分放送 (OBS)       | TBS系列 | 毎週日曜 0:58-1:28（土曜深夜） | 同時ネット |
| 長崎県         | 長崎放送 (NBC)       | TBS系列 | 毎週日曜 0:58-1:28（土曜深夜） | 同時ネット |
| 熊本県         | 熊本放送 (RKK)       | TBS系列 | 毎週日曜 0:58-1:28（土曜深夜） | 同時ネット |
| 宮崎県         | 宮崎放送 (MRT)       | TBS系列 | 毎週日曜 0:58-1:28（土曜深夜） | 同時ネット |
| 鹿児島県       | 南日本放送 (MBC)     | TBS系列 | 毎週日曜 0:58-1:28（土曜深夜） | 同時ネット |

### 過去のネット局
- 富山県 チューリップテレビ（TUT）同時ネットで放送されていたが、2013年6月23日の放送をもって打ち切り[4]
- 福岡県 RKB毎日放送（RKB）同時ネットで放送されていたが、2013年10月27日の放送をもって打ち切り[5]。

## スタッフ
- ナレーション：竹達彩奈、古田優児
- 構成：桜井慎一、小川浩之、佐藤俊明、木南広明
- TM：長谷川晃司→荒木健一
- TD：山田賢司、依田純、中野啓、梶谷美保
- カメラ：中村年正、平井洋子、田代和也
- VE：菅沼智博、姫野雅美、井下雅美、財津英司、下山剛司
- 音声：山崎和敬、田口健太郎
- 照明：高木亘、床井弘一、根岸朋之
- 音響効果：松下俊彦、上島光央（ラビットムーンオフィス）
- CG：大森清一郎・大内仁美（Studio GOONEYS）、安田英史
- 編集・MA：TBSテックス
- リサーチ：村城大輔、嶋田大介（嶋田→途中まで）、吉田真理子
- 美術プロデューサー：三須明子
- 美術デザイナー：中川日向子
- 美術制作：鈴木康裕
- 装置：佐藤恵美
- 操作：石川大輔
- 電飾：吉田晃子
- 装飾：小野保菜美
- 結花装飾：儀同博子
- 衣装：渥美智恵
- ヘアメイク：石月裕子、大岩乃里子
- 編成：前田麻友
- 企画：坂田栄治
- TK：山口佳奈絵
- 宣伝：鈴木慎治、山口悟
- デスク：大島史子、杉川詠美
- 次世代ビジネス：中島啓介
- 協力：齋藤勇
- AP：市川舞子、白坂サカス（白坂亮介）[6]
- CAD：早坂渉、永田周平、雨宮正岳、伊藤良美
- ディレクター：高岡猛[7]、大谷裕、山際梨紗、白岩大輔、松延由子、久野公嗣、廣田彰大
- PSV[8]：マッコイ斎藤
- 演出：光用さやか
- 総合演出：渡辺資
- プロデューサー：田村恵里
- ロケ技術：スウィッシュ・ジャパン
- 技術協力：東通、ティ・エル・シー、エヌ・エス・ティー、タムコ
- 編集協力：東京オフラインセンター
- 制作著作：TBS

## 関連番組
- 女子アナの罰 - 番組MC大久保佳代子をはじめ、アシスタントの小林悠・吉田明世の両アナウンサー、レポーターの林みなほアナウンサーや番組のメインスタッフが共通[9]
- おーくぼんぼん - ｢大久保じゃあナイト｣の実質継続番組